# Titan (cohete)
La familia de cohetes lanzadores estadounidenses Titan es una variante del misil intercontinental del mismo nombre. Concebidos inicialmente con fines militares, su desarrollo fue paralelo al del cohete Saturno I de la NASA, y sustituyó   al Transbordador espacial en la década de 1980 tras el desastre sufrido en el lanzamiento del Challenger.
Desde entonces ha proliferado su uso como cohete de lanzamiento, si bien comercialmente ha sido desplazado por los cohetes del programa Ariane fabricados por la ESA. Las cápsulas Gemini fueron lanzadas mediante cohetes Titan II, mientras que los cohetes del tipo Titan IIIE-Centaur se utilizaron para lanzar las sondas Viking y Voyager.
El Titan II fue creado originalmente como un misil balístico intercontinental (ICBM). Más tarde fue utilizado como vehículo de lanzamiento para cargas medias de la Fuerza Aérea de los Estados Unidos, NASA y otras oficinas del gobierno de Estados Unidos. Estas cargas incluían satélites meteorológicos y cápsulas espaciales Gemini. Los Titan II utilizados como vehículos de lanzamiento despegaban desde la base aérea de Vandenberg, California.

## Características
El Titan II es un cohete de combustible líquido de dos etapas, diseñado para poner en órbita cargas pequeñas y medianas. Es capaz de poner en órbita circular polar baja una carga de 1900 kg. La primera etapa consiste de un motor LR87, mientras la segunda usa un motor LR91.

## Historia
El Titan nació como proyecto en octubre de 1955, cuando la Fuerza Aérea de los Estados Unidos concedió a Lockheed Martin (anteriormente Martin) un contrato para construir un misil balístico intercontinental (ICBM). El resultado del contrato fue el Titan I, el primer ICBM de dos etapas lanzable desde silos de los Estados Unidos. Se construyeron más de 140 Titan II ICBMs, que fueron la vanguardia de la disuasión estratégica de los Estados Unidos durante 18 años. Los Titan II también fueron parte del Proyecto Gemini durante los años 1960.

## Titan I
Este fue el primero de esta familia de cohetes, comenzó como otro ICBM en caso de que el Atlas sufriera retrasos. Es un cohete de dos etapas con motor RP-1 de oxígeno líquido. Su lanzamiento no era muy rápido debido a la mezcla de combustible. Llevaba cerca de 15 minutos cargar la mezcla LOX, y sacar el cohete del silo otros ocho más. Estuvo en servicio de 1962 a 1965.
Había escuadrones operativos en Wyoming, Idaho, California, Dakota del Sur y Colorado.

## Titan II

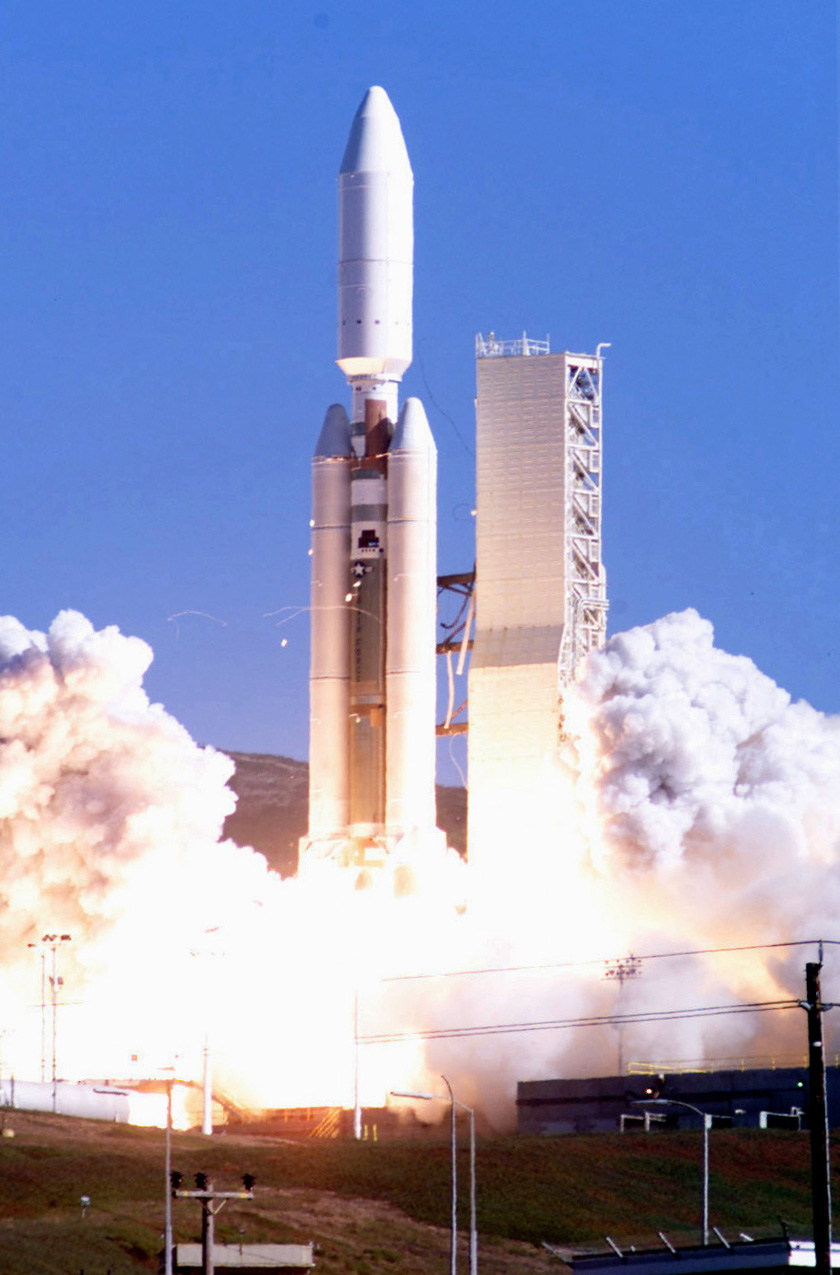
Titan IV-B lanza el satélite Lacrosse.

### ICBM
Estos cohetes llevaban una cabeza W-53 con una ojiva de 9 megatones de potencia haciéndolo el ICBM más poderoso en el arsenal de Estados Unidos. Todos los ICBM fueron retirados del servicio en 1987 solo se preserva uno en su silo en el Museo de Misiles Titan en Tucson, Arizona.

### Vehículo de lanzamiento espacial
Fue usado de 1960 hasta 1980, algunos Titan II fueron convertidos para lanzamiento espacial para cargas militares o del gobierno de Estados Unidos. El último Titan II lanzó un satélite del clima DMSP el 18 de octubre de 2003. Los Titan II fueron usados para lanzar programa Gemini y 10 cápsulas con tripulación Gemini.

## Titan III
Fue desarrollado por la Fuerza Aérea como un cohete para cargas pesadas para ser primordialmente usado para poner cargas del ejército, satélites de alerta temprana, espías y de comunicación de la red del ejército. Éste también lanzó las sondas Voyager y los "landers" Viking a Marte.

## Titan IV
El Titan IV es una versión alargada del Titan III, puede ser lanzado con una etapa superior Centauro o sin ella, o con la etapa IUS. Fue exclusivamente diseñado para lanzar satélites militares o carga del mismo tipo, sin embargo este cohete fue usado para lanzar la sonda de la NASA Cassini rumbo a Saturno en 1997. El Titan IV fue el cohete más poderoso de Estados Unidos, pero su operación era muy costosa. Los requerimientos del Departamento de Defensa no lo requerían tanto debido a que los nuevos satélites tenían un periodo de vida mayor.

## Combustible de cohete
Usaba el combustible de oxígeno líquido, pero no podía estar guardado por largos periodos de tiempo, hubo varios accidentes en cohetes Atlas y Titan I explotando dentro de sus silos. Luego el combustible fue reemplazado por otro tipo y usando un oxidante. 53 personas murieron al tener una fuga un misil Titan II en Arkansas. Otros 9 murieron en un silo localizado Kansas en 1970. En septiembre de 1980 en Arkansas una llave de tuercas perforó el cuerpo del misil provocando el derrame de combustible haciendo que la cabeza nuclear volara y aterrizara a varios metros del lugar sin explotar. esto marcó la pauta para dejar de usar el Titan II, los 54 misiles de este tipo fueron reemplazado por 50 LGM-118A Peacekeeper (Misil MX por Missile-eXperimental) de combustible sólido a finales de los 80s. los demás Titan II decomisados fueron renovados para ser usados en lanzamientos espaciales con récord de lanzamiento perfecto.

## Estado actual
Desde 2006 la familia de cohetes Titan se considera obsoleta. El alto coste del combustible y la necesidad de cuidados especiales eran factores para no mantenerlos en servicio. El constructor de los cohetes Lockheed Martin decidió mantener a los Atlas en vez de los Titan, y mantener el joint venture para lanzar cohetes rusos Protón y los nuevos cohetes Delta IV de Boeing. El último lanzamiento de estos cohetes fue el 19 de octubre de 2005 llevando una carga secreta para la Oficina Nacional de Reconocimiento. Hay aproximadamente 20 Titan II en la base AMARC en Tucson, Arizona, para ser destruidos.

## En la cultura popular
El cohete Titán es recordado en la cultura popular por ser parte del diseño de pruebas de una nave con motor de curvatura prototipo diseñado por el inventor conocido como Zefram Cochrane, quien inventase la tecnología para hacer viajes a la velocidad de la luz en el universo de Star Trek en la cinta Star Trek: First Contact donde usó parte de la estructura de un cohete ICBM Titán para construir su nave espacial.